# Rivierengebied

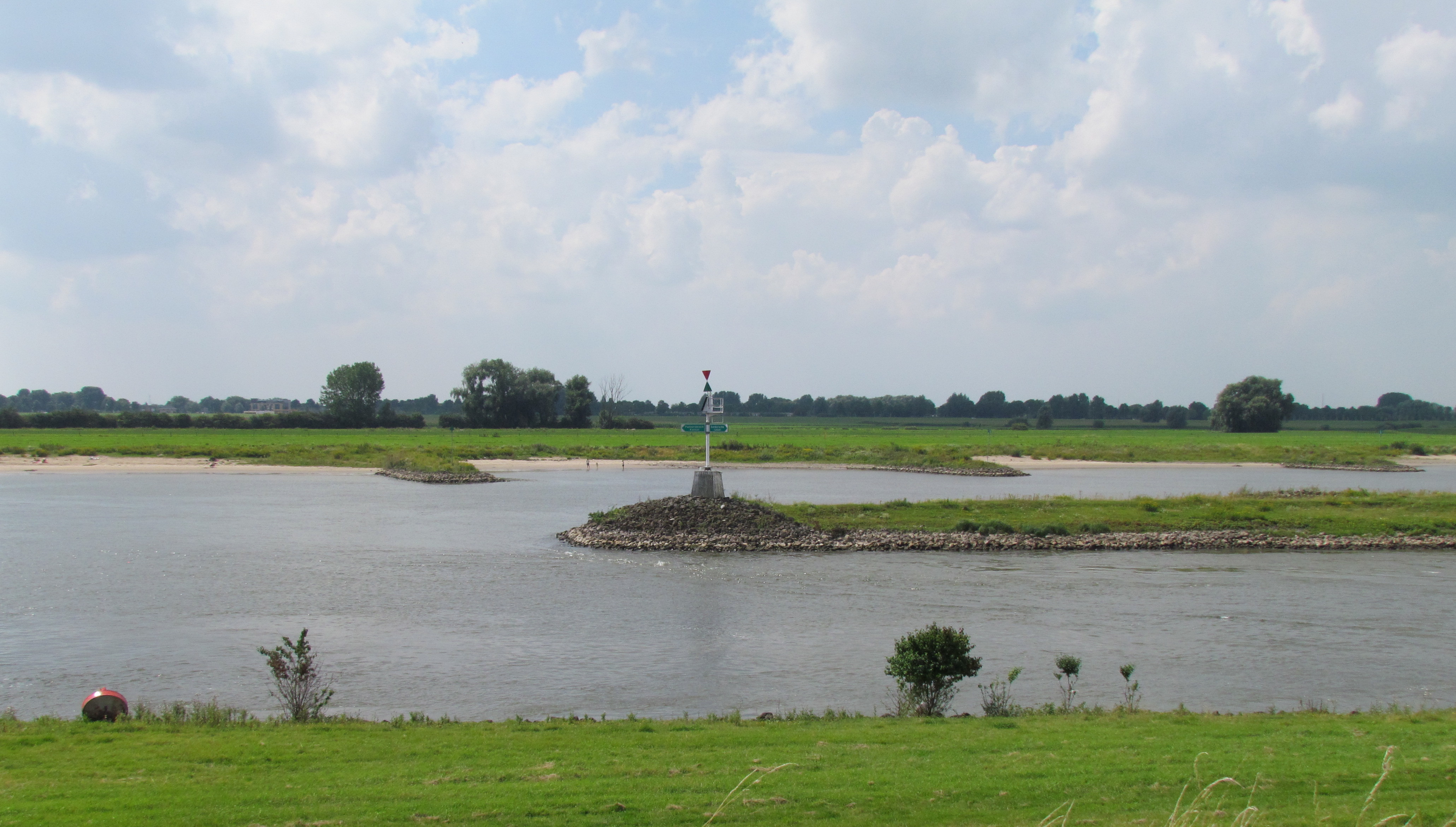
De IJsselkop nabij Arnhem, Westervoort en Huissen. Op deze plek splitst de IJssel zich af van de Nederrijn.

Met het rivierengebied wordt het rivierlandschap in Midden-Nederland bedoeld vanaf de plaats waar de Rijn vanuit Duitsland Nederland binnenstroomt tot aan de Zuidwestelijke Delta aan de Noordzeekust. Door dit gebied stromen de Rijn en de Maas met hun zijtakken. In samenhang met de kustvlakte wordt ook wel gesproken over de Rijn-Maas-Scheldedelta. Het aansluitende rivierlandschap in Duitsland wordt Nederrijnse Bocht genoemd
Het type landschap dat langs de grote Nederlandse rivieren voorkomt, en beeldbepalend is voor het rivierengebied, is het benedenloopse rivierlandschap van het Europees Laagland. Belangrijke, karakteristieke landschapselementen die relatief veel in het rivierengebied voorkomen zijn bijvoorbeeld kolken, dijken, kommen en oeverwallen. In de landbouw- en bodemkunde spreekt men wel over rivierkleigebieden.

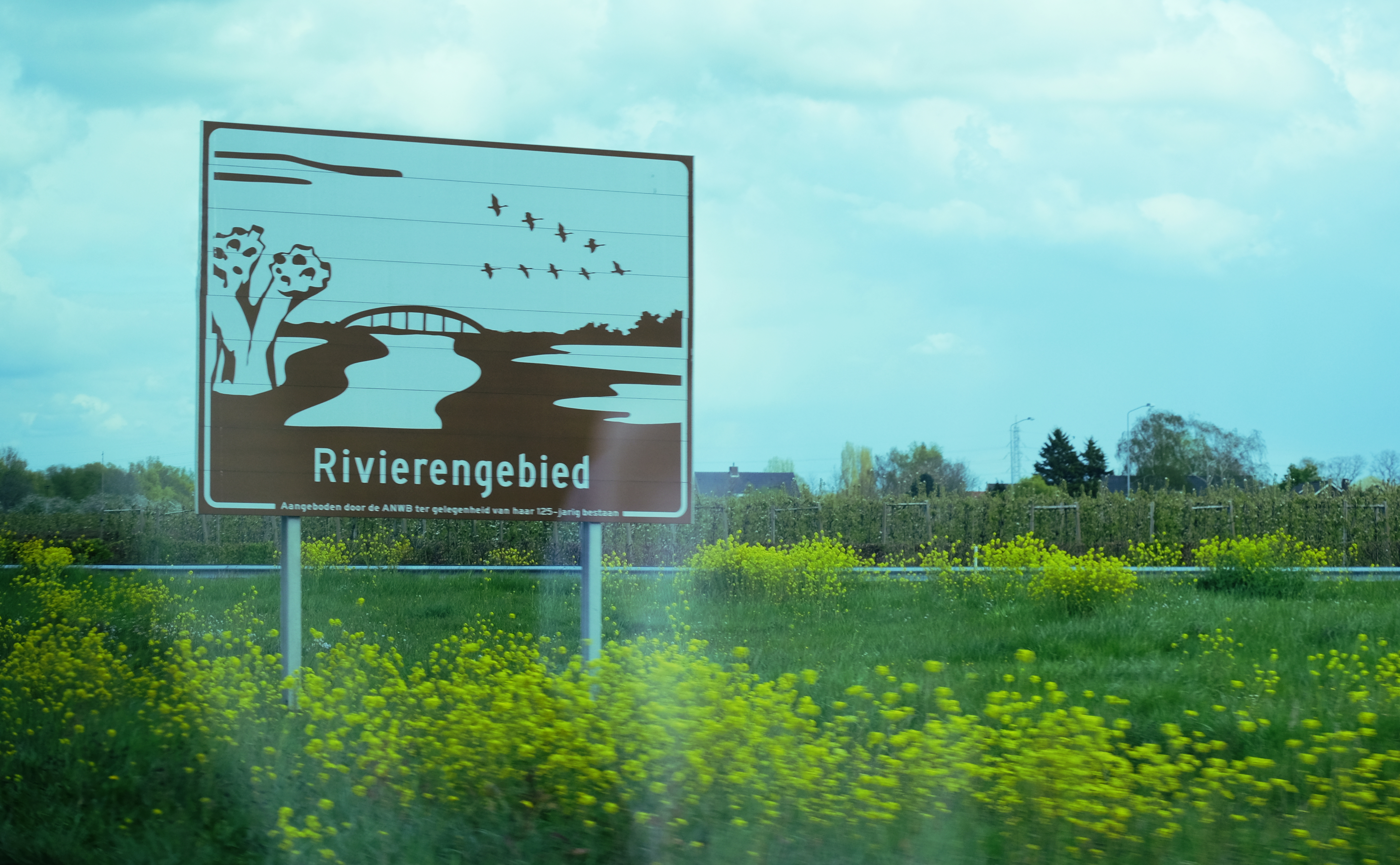
Een welkomstbord van het rivierengebied langs de A15 in de Betuwe.